# Limagne

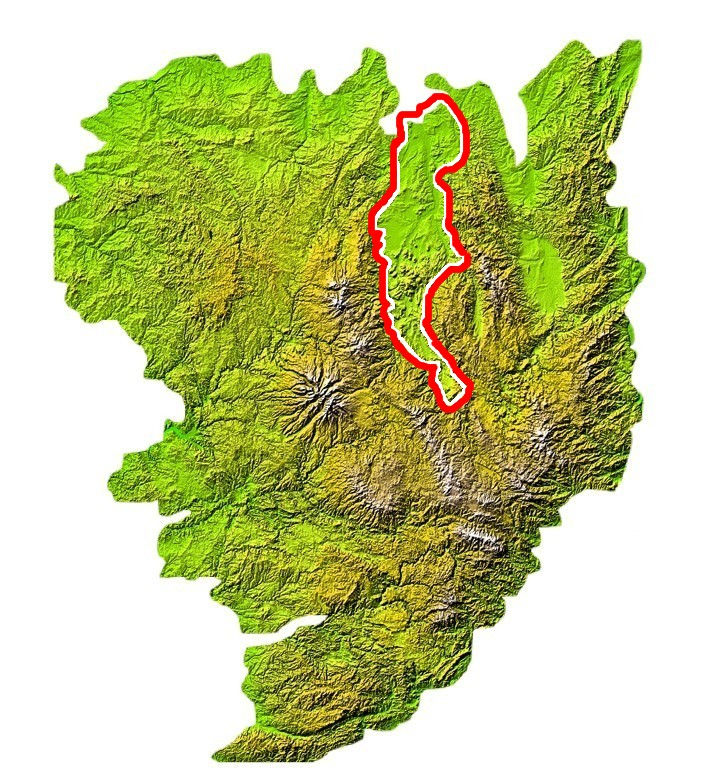
La Limagne all'interno del Massiccio Centrale

La Limagne (in occitano Limanha) è una regione naturale dell'Alvernia, in Francia, che si estende nella parte centro-settentrionale del Massiccio Centrale, tra i dipartimenti dell'Allier e del Puy-de-Dôme.
La zona è pianeggiante e si estende intorno alla valle del fiume Allier, a est di Clermont-Ferrand.

## Graben della Limagne
L'origine geologica della depressione o graben della Limagne, è collegata al rift dell'Europa occidentale. Si tratta una struttura di rift orientata in direzione nord-sud che si è formata alla metà dell'Eocene, creando un lago che attualmente è diventato la piana di Limagne. La fase principale della subsidenza continuò fino al tardo Oligocene. Il graben è controllato da faglie nella sua parte occidentale e ha un deposito di spessore fino a 2 km di sedimenti del Cenozoico.